# Bragueta

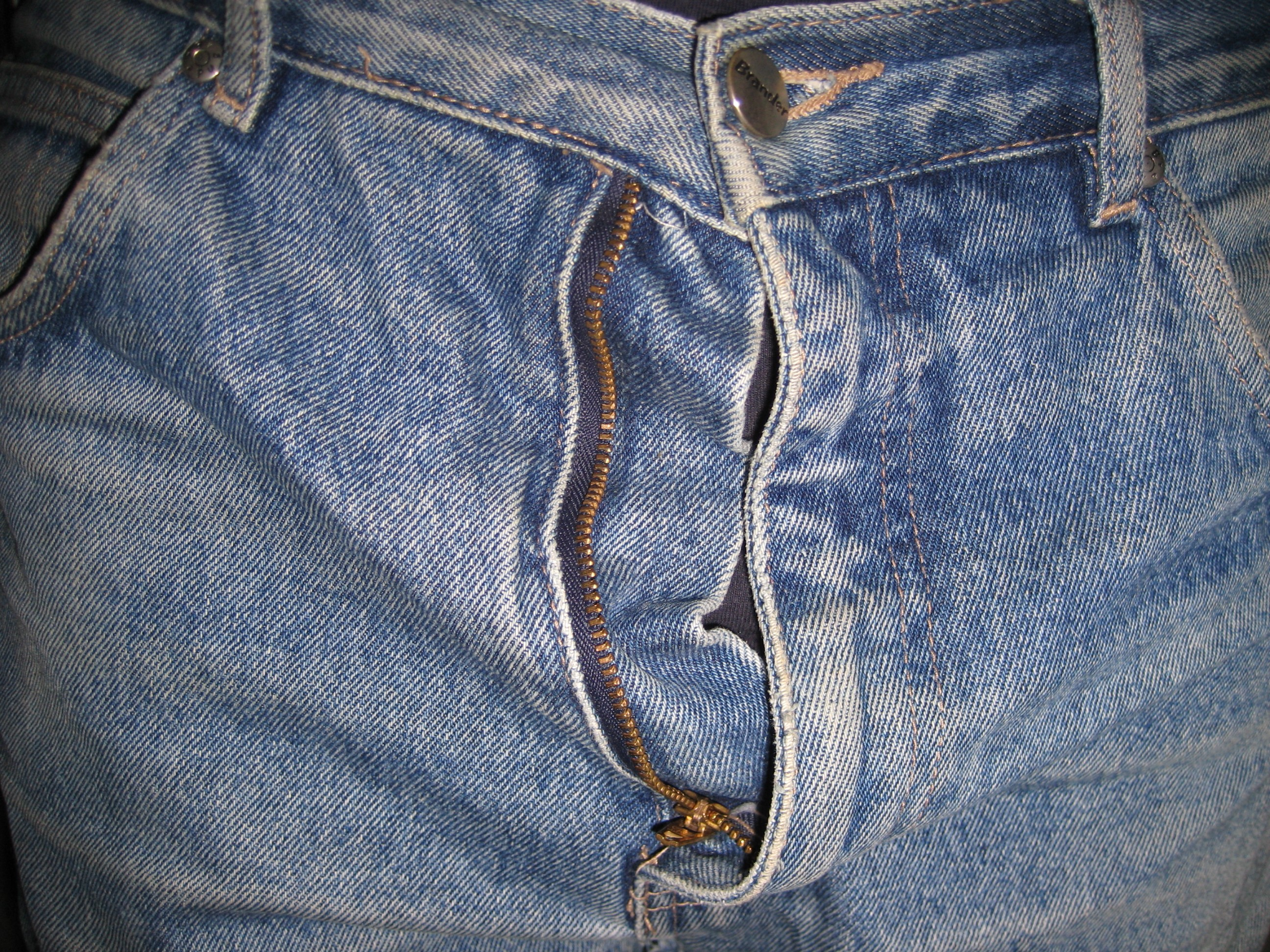
Pantalones con bragueta de cremallera

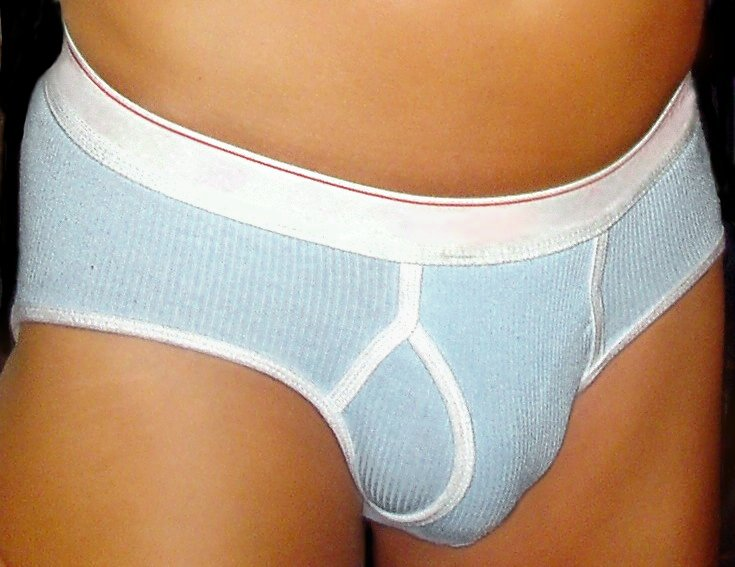
Slip tradicional, con bragueta sin cierre

Bragueta es la abertura de los calzoncillos o pantalones por delante, o la pieza que, añadida a estas prendas (o a calzas y calzones), cubría los genitales masculinos.
Existen distintas denominaciones locales, como: jareta (Costa Rica y Honduras), marrueco y/o cierre (Chile) o portañuela es la tira de tela con que se tapa la bragueta.

Su principal uso es  facilitar a los varones la micción sin tener que quitarse la prenda completa.
La bragueta de los pantalones se cierra con botones o cremallera.

## Notas

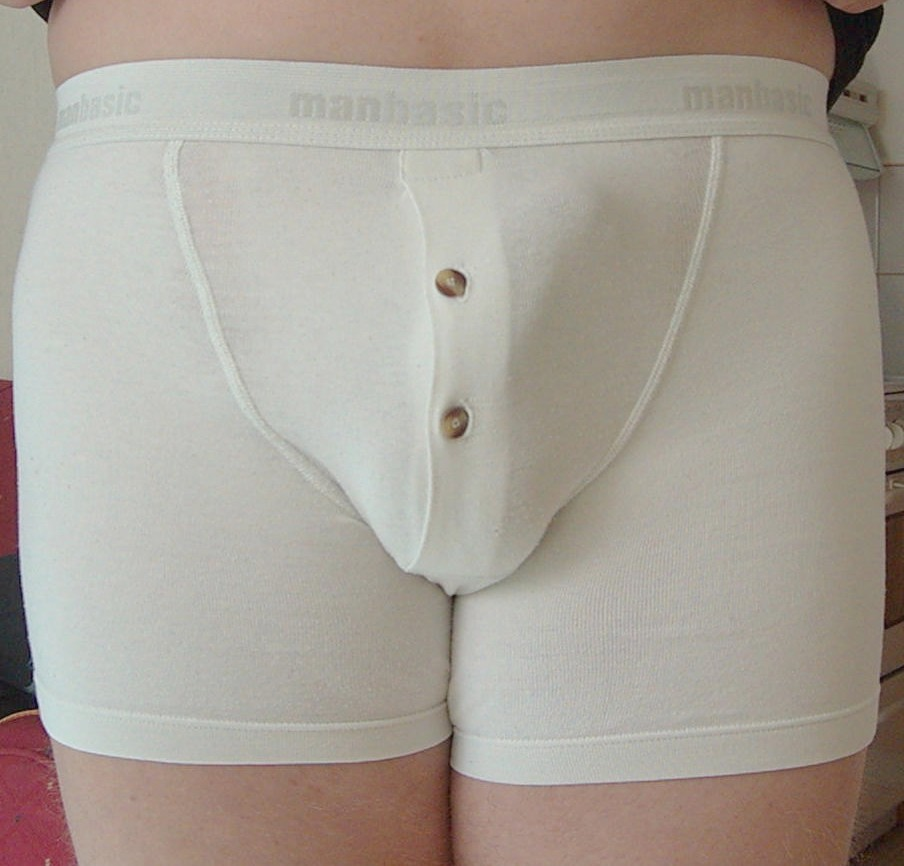
Calzoncillos con bragueta de botones